# 8537 Billochbull
A 8537 Billochbull (ideiglenes jelöléssel 1993 FG24) a Naprendszer kisbolygóövében található aszteroida. Claes-Ingvar Lagerkvist fedezte fel 1993. március 21-én.